# Justizministerialblatt für Hessen
Das Justizministerialblatt für Hessen (JMBl.) ist das Amtsblatt des Hessischen Ministeriums der Justiz in Wiesbaden (HMdJ).
Erstmals herausgegeben wurde das JMBl. im Jahre 1949 vom Minister der Justiz, Georg-August Zinn (1. Jahrgang, Ausgaben Nr. 1–24). ISSN 0022-7064
Bis einschließlich 1999 ist das JMBl. am 1. und 15. eines Monats erschienen (somit regelmäßig 24 Ausgaben pro Jahr); seit dem 1. Januar 2000 erscheint das Heft nur noch zum 1. eines Monats.
Herausgeber und Verlag ist heute das Hessische Ministerium der Justiz; für den Inhalt verantwortlich ist der jeweils amtierende Abteilungsleiter II.
Gedruckt wird das Heft in der Justizvollzugsanstalt Darmstadt.
Es werden die für den Geschäftsbereich geltenden Verwaltungsvorschriften (Verordnungen, Runderlasse, Rundverfügungen), div. Bekanntmachungen (auch der Rechtsanwalts- und Notarkammern) sowie die justizeigenen Personalnachrichten & Stellenausschreibungen und diverse Buchbesprechungen veröffentlicht.
Das Heft kann bei dem Hessischen Ministerium der Justiz abonniert werden. Diverse Rechtsdatenbanken bieten das Heft gegen Gebühr auch in elektronischer Version an. Einzelhefte können bei der Justizvollzugsanstalt in Darmstadt gebührenpflichtig bestellt werden. Die Auflage beträgt ca. 2100 Exemplare.